# Симон (Сицилия)
Вижте пояснителната страница за други личности с името Симон.
Симон Отвил (на френски: Simon de Hauteville; на италиански: Simone D'Altavilla, Simone di Sicilia, * 1093, † 28 септември 1105, Милето) от род Отвил, е нормански граф на Сицилия (1101 – 1105).

## Биография
Той е големият син на граф Рожер I (1031 – 1101) и третата му съпруга Аделхайд Савонска дел Васто (1072 – 1118).
След смъртта на баща му през 1101 г. Симон го наследява на 8-годишна възраст като граф на Сицилия под регентсвото на майка му.
Симон умира през 1105 г. и е наследен от брат му Рожер II.